# Hugh de Sigillo
Hugh de Sigillo († 1229 oder vor 6. Januar 1230) war ein schottischer Geistlicher. Ab 1214 war er Bischof von Dunkeld.
Hugh de Sigillo war Kleriker und wurde um 1180 Schreiber in der Kanzlei des schottischen Königs Wilhelm I. In den späteren Jahren der Regierung des Königs war er als Clerk of the Provender zum leitenden Beamten des königlichen Haushalts aufgestiegen. Wohl mit Sicherheit durch den Einfluss des Königs wurde er 1214 zum Bischof des Bistums Dunkeld gewählt, das nach den Bistümern St Andrews und Glasgow das angesehenste, vielleicht nach diesen auch das reichste schottische Bistum war. Das Datum seiner Weihe ist nicht bekannt, er war vor dem 29. September 1216 zum Bischof geweiht worden. Als Bischof wurde er mehrfach von der Kurie zum Richter in kirchlichen Streitfällen ernannt. Aus seiner Amtszeit sind eine Reihe von Urkunden überliefert, die er vor allem von drei Mitgliedern des Kathedralkapitels bezeugen ließ.